# 舒普盧伊區
舒普盧伊區（西班牙語：Distrito de Shupluy），是秘魯的一個區，位於該國北部安卡什大區的永蓋省，始建於1857年1月2日，面積162.21平方公里，海拔高度2,538米，2005年人口2,382，人口密度為每平方公里15人。